# Teet Kallas

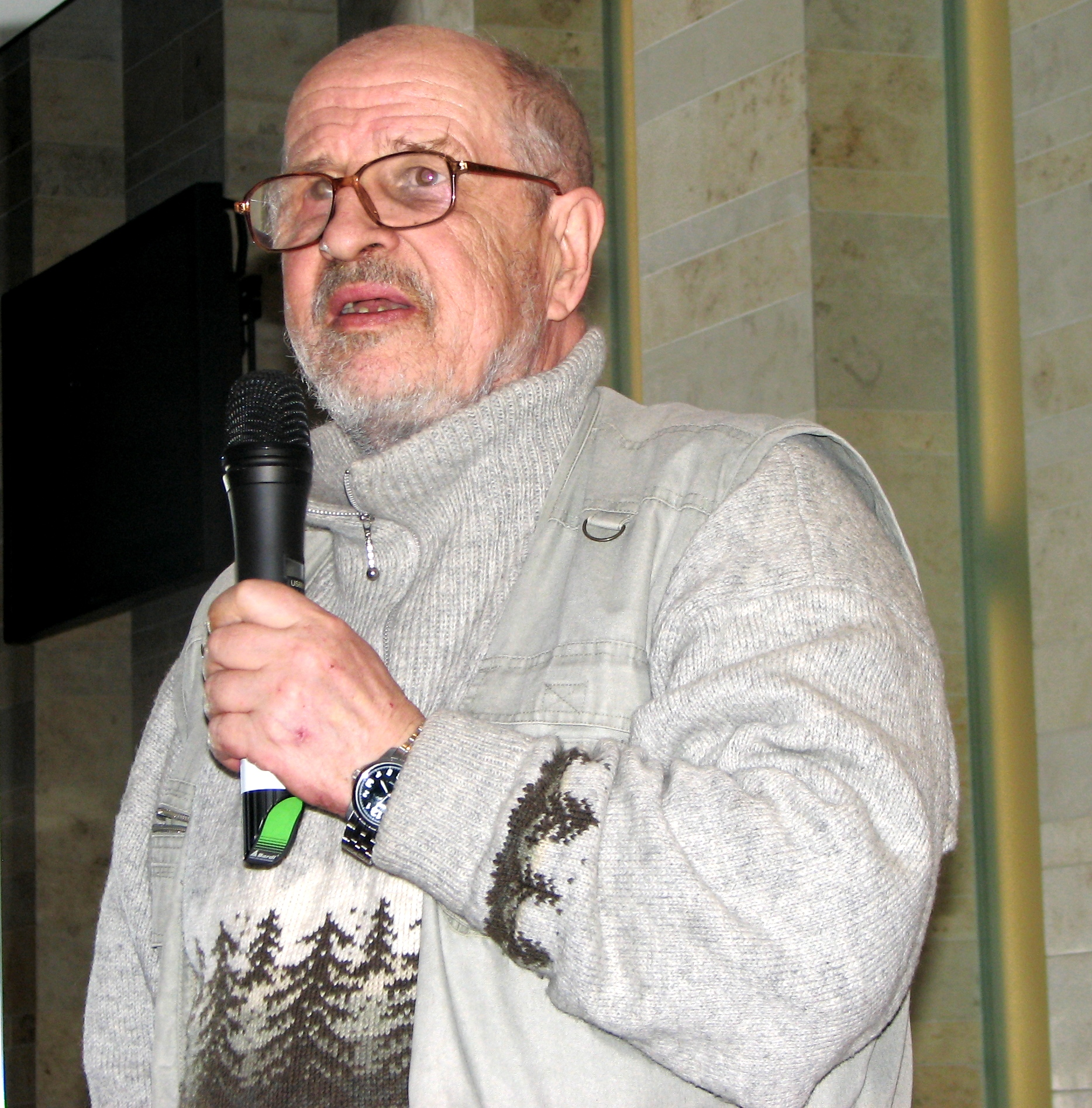
Teet Kallas (2010)

Teet Kallas (* 6. April 1943 in Tallinn) ist ein estnischer Schriftsteller.

## Leben und Werk
Teet Kallas besuchte von 1954 bis 1962 die Mittelschule in Tallinn. Er verließ die Schule ohne Abschluss. Von 1962 bis 1965 war er Soldat in der Roten Armee in Palanga (Litauen). Anschließend begann seine schriftstellerische und journalistische Karriere.
1958 debütierte Kallas als Schriftsteller mit Kurzprosa in estnischen Zeitungen. Nach einigen kürzeren Prosatexten und Jugendliteratur erschien 1964 sein erster Roman Nii palju päikest.
1965/66 war Kallas Literaturredakteur beim estnischen Fernsehen, bevor er von 1968 bis 1970 in der Redaktion der Kulturzeitschrift Looming angestellt war. Anschließend schrieb Kallas für estnische Zeitungen. Unter anderem war er Redakteur bei den Zeitungen Vaba Maa, Sõnumileht und Postimees.
1969 wurde Kallas durch den KGB verhaftet, der ihm anti-sowjetische Propaganda vorwarf. Er verbrachte einige Monate im Gefängnis. Dort schrieb er seinen surrealistischen Roman Heliseb-kõliseb..., der 1972 erschien. 1972 trat er dem Estnischen Schriftstellerverband bei. In den 1980er Jahren gehörte er zum Vorstand des Schriftstellerverbands.
Kallas’ Roman Niguliste („Nikolaikirche“) entstand zwischen 1967 und 1972. Er erschien erst nach dem Ende der sowjetischen Herrschaft in Estland 1990 in einer überarbeiteten und erweiterten zweibändigen Ausgabe: „Der Roman ist die typische Beschreibung einer ‚verlorenen Generation‘, die ihre Träume und Ideale verliert und sich selbst zugrunde richtet, und war als solcher ein Dokument der Zeit nach 1968. Sein Nichterscheinen Anfang der 1970er-Jahre war jedoch eher der Trägheit des Autors als der Zensur zuzuschreiben, denn die interne Kritik war keineswegs vernichtend oder unüberwindbar. Kallas wandte sich bloß anderen Dingen zu, weswegen der Roman liegen blieb.“
Teet Kallas schrieb daneben einige Hörspiele sowie Drehbücher für Fernsehfilme und -serien, seit 1996 auch für die erfolgreiche Fernsehserie Õnne 13 („Glücksstraße 13“; entspricht in etwa der deutschen „Lindenstraße“). Daneben übersetzte er Prosa aus dem Russischen (Wassili Aksjonow, Alexander Grin) und Englischen (Stephen King).
Von 1979 bis 1990 gehörte Kallas der KPdSU an. In der Umbruchphase zwischen dem Ende der Sowjetunion und der Wiedererlangung der estnischen Unabhängigkeit war er Co-Vorsitzender der Parlamentsfraktion der demokratischen Oppositionsbewegung Rahvarinne. Anschließend war Kallas in verschiedenen politischen Parteien aktiv. Seit 1998 ist er parteilos.

## Belletristische Werke (Auswahl)
- Nii palju päikest (Roman, 1964)
- Puiesteede kummaline valgus (Novellensammlung, 1968)
- Verine padi (Novellensammlung, 1971)
- Varjud vikerkaarel (Erzählungen für Jugendliche, 1972)
- Heliseb-kõliseb... (Roman, 1972)
- Neli vestlust armastused (Drama, 1972)
- Viimane mõrv (Novellensammlung, 1975)
- Õhtuvalgus (Novellensammlung, 1977)
- Insener Paberiti juhtum (Novellensammlung, 1977)
- Corrida (Roman, 1979; verfilmt 1981)
- Eiseni tänav (Roman, 1979)
- Väikesed hobused särava vikerkaare all (Erzählungen, 1980)
- Hei, teie seal! (Novellensammlung, 1980)
- Muljeid kirjandusmaastikult (kleinere Schriften aus den Jahren 1963–1981, 1982)
- Arvi kamin (Novellensammlung, 1982)
- Janu (Roman, 1983)
- Öö neljandas mikrorajoonis (Novellen und Erzählungen aus den Jahren 1979–1983, 1985)
- Kes tõttab öisele rongile (satirischer Roman, 1988)
- Niguliste (Roman in zwei Bänden, 1990)
- Naine lõvi seljas (Lyrikanthologie der Jahre 1961–1989, 1990)
- Jää hüvasti, Mr. Shakespeare (satirischer Roman, 1995)
- Käsi (Schauerroman, 1997)

## Übersetzungen ins Deutsche
- Pegasus. Übersetzt von Viktor Sepp, in: Diamantensucher und andere estnische Humoresken. Hrsg. von Harri Lehiste. Tallinn: Perioodika 1980, S. 20.

- Sehnsucht nach den Fjorden. Übersetzt von Viktor Sepp, in: Das Schauspiel. Neuere estnische Kurzprosa. Ausgewählt von Endel Mallene. Tallinn: Perioodika 1983, S. 103–112.

- Zurück zu den großen Steinen. Übersetzt von Haide Roodvee, in: Der gütige Beschützer der Schiffersleut'. Estnische Kurzprosa aus vier Jahrzehnten. Ausgewählt von August Eelmäe. Tallinn: Perioodika 1984, S. 153–162.

- Zwei Mann am Tisch. Übersetzt von Aivo Kaidja, in: Sowjetliteratur 1/1989, S. 35–49.

## Privatleben
Teet Kallas ist mit der in Weimar geborenen Journalistin und Übersetzerin Alla Kallas (* 1946) verheiratet. Er ist der ältere Bruder des estnischen Graphikers und Comic-Zeichners Olimar Kallas (1929–2006).
Teet Kallas lebt in Laulasmaa an der estnischen Ostseeküste.

## Sekundärliteratur
- Cornelius Hasselblatt: Geschichte der estnischen Literatur. Berlin, New York 2006, ISBN 3-11-018025-1, S. 679, 707f., 726f. und 759